# Calden
Calden er en tysk by og kommune i Landkreis Kassel, i det nordlige Hessen. I 2008 var der 7.535 indbyggere.
I den vestlige udkant af byen ligger Flughafen Kassel-Calden.

## Geografi
Byen Calden ligger 12 km nordvest for Kassel.
Kommunen grænser op til følgende: Liebenau i nord, Grebenstein (øst) og Espenau kommune i sydøst. I sydvest ligger Ahnatal og Zierenberg. Kommunen Breuna i nordvest slutter af.

## Billeder fra Calden
- Wilhelmsthal Slot
- Den gamle skole i Meimbressen
- Kontroltårnet på Flugplatz Kassel/Calden